# Močilo
Močilo, lužilo ili bajc, u površinskoj obradi drva, je otopina ili suspenzija anilinskih, zemljanih ili sličnih boja u vodi, špiritu (alkoholu), terpentinskom ulju ili voštanim emulzijama, koja drvu daje određenu boju i pojačava izraženost teksture.
Močilo može značiti i mjesto na vodi gdje se moči, potaplja konoplja ili lan kako bi se preradili za predenje i tkanje.

## Močenje
Močenje je postupak kojim se neke sirovine, poluproizvodi i slično premazuju sredstvima za močenje (močila) ili uranjaju u njih kako bi se njihovim djelovanjem u određenom smislu promijenili. To se ponajprije odnosi na drvo, tekstilna vlakna, kožu, krzno i sjemenje, dok se obrada metalnih predmeta kiselinama radi uklanjanja oksidnih slojeva nastalih korozijom (hrđa) ili pri valjanju (okujina) naziva nagrizanjem.
U površinskoj obradi drva močenjem ili bajcanjem (od njem. Beize: salamura; luženje) postiže se na njegovoj površini određena boja i pojačava izraženost teksture. Za pripravu močila koriste se anilinske, zemljane ili slične boje, koje se otapaju ili suspendiraju u vodi, špiritu (alkoholu), terpentinskom ulju ili voštanim emulzijama. U vodenom je močilu boja otopljena u mekoj vodi uz malen udjel klora (voda se prokuha). Za poboljšavanje močenja drva koje sadrži smole i masti dodaje se amonijev hidroksid. Vodeno močilo daje negativnu sliku teksture drva jer gušći i tamni dio goda postaje svjetliji, a rjeđi i svjetliji postaje tamniji. Na drvo se močilo nanosi uranjanjem ili štrcanjem. Špiritno močilo daje sjajne tonove, ali je obojenost nejednolika pa se koristi za retuširanje i za bojenje sitnih predmeta. Kemijsko močilo boji drvo na temelju kemijske reakcije između metalnih soli i treslovina (tanin) iz drva. Ono daje pozitivnu sliku teksture drva jer gušći dio drva upije manje, a rjeđi više močila. Kombinirano je močilo ono u kojem je boja otopljena u vodi i izmiješana s drugom komponentom močila. Primjenjuje se na vrstama drva koje sadrže treslovine.